# Willem Bijleveld
Willem (Wim) Bijleveld (Den Haag, 1952) is een Nederlands astronoom, schrijver en bestuurder in de culturele industrie.

## Levensloop
Bijleveld is geboren en getogen in Den Haag. Van 1970 tot 1978 studeerde hij astronomie aan de Universiteit Leiden en promoveerde aldaar op 9 mei 1984 tot doctor op het proefschrift Groups and clusters of galaxies: radio and x-ray studies.
Na zijn promotie in 1984 was Bijleveld zijn carrière begonnen als astronoom bij de Sterrewacht Leiden. Sinds die tijd heeft hij enkele boeken gepubliceerd over astronomie. Later is hij overgestapt naar de culturele industrie. Hij was enige jaren werkzaam als directeur van het filmtheater Omniversum in Den Haag. 
Van 1992 tot 1997 was hij algemeen directeur van de Merlin Entertainments Group Amsterdam. Tevens was hij in die periode werkzaam als algemeen directeur van het wassenbeeldenmuseum Madame Tussauds Amsterdam. 
In 1997 werd Bijleveld algemeen directeur van het Nederlands Scheepvaartmuseum. In die tijd diende hij ook als bestuurslid van zowel de Association of European Maritime Museums als de International Congress of Maritime Museums. Van 2007 tot 2010 was hij werkzaam als vicevoorzitter van de Nederlandse Museumvereniging.
In 2014 stapte hij over naar het Nederlands Openluchtmuseum, waar hij op 1 juni 2018 als directeur stopte wegens het bereiken van de pensioengerechtigde leeftijd.

## Trivia
- In 1986 bij het Omniversum werkte Bijleveld enige tijd samen met de beeldend kunstenaar Martin Sjardijn en deskundigen van de TU Delft aan een idee van Sardijn om kunst in de ruimte te realiseren. Dit resulteerde onder andere in een animatie onder de titel Leeg Vierkant 1986 op de planetariumcomputer Digistar van het Omniversum.[5]
- Bijleveld heeft ook gediend als bestuursvoorzitter van het Nederlands Jeugd Strijkorkest en als penningmeester van het Concerto d'Amsterdam.

## Publicaties (selectie)
- Melkwegstelsels: syllabus bij de cursus (1981)
- De Leidse Sterrewacht: vier eeuwen wacht bij dag en bij nacht (1983)
- Groups and clusters of galaxies: radio and x-ray studies (1984)
- Heelal zonder grenzen: het Omniversumboek van de ruimte (1992)

- International Standard Name Identifier: 0000 0000 2811 1125
- Library of Congress Control Number: n86813855
- Mathematics Genealogy Project: 114736
- Nederlandse Thesaurus van Auteursnamen: 069958602
- Virtual International Authority File: 8878354
- WorldCat: E39PBJmDgjFRKGCHCFFTmPfXh3